# Golfo (film, 1914)
Pour l’article homonyme, voir Golfo (film, 1955).
Pour plus de détails, voir Fiche technique et Distribution.
Golfo (grec moderne : Γκόλφω) est le premier long métrage grec de l'histoire réalisé par Konstantínos Bahatóris et sorti en 1914.

## Synopsis
Un jeune berger Tassos est partagé entre la riche héritière Stavroula et l'orpheline, Golfo. Tassos cède à l'appât du gain. Golfo désespérée s'empoisonne. En l'apprenant, Tassos se suicide à son tour, laissant Stavroula à son tour désespérée.

## Fiche technique
- Titre : Golfo
- Titre original : Γκόλφω
- Réalisation : Konstantínos Bahatóris et Filippo Martelli
- Scénario : Spýros Peressiádis d'après la pièce homonyme de 1877
- Production : Konstantínos Bahatóris et Nikos Koukoulas
- Budget : 100 000 drachmes[2]
- Pays d'origine : Grèce
- Genre : Film en fustanelle, drame bucolique
- Date de sortie : 1914

## Distribution
- Virgilía Diamánti
- Olympía Damáskou
- Dionýsis Ventéris
- Geórgios Ploútis
- Záchos Thános
- Thódoros Litós
- Pantelís Lazarídis

## Projet et réalisation
Adaptation de la pièce de théâtre à succès Golfo de Spýros Peressiádis (1877), il inaugure aussi le genre des « films en fustanelle ». Le film, considéré comme perdu depuis 1931, coûta 100 000 drachmes et fut un échec commercial. Bahatoris quitta le cinéma et partit s'installer à Paris en 1916.
La pièce, plusieurs fois reprise au théâtre et ayant donné lieu à une seconde adaptation cinématographique en 1955, est celle que joue la troupe du Voyage des comédiens.